# Rudolf Hrušínský senior

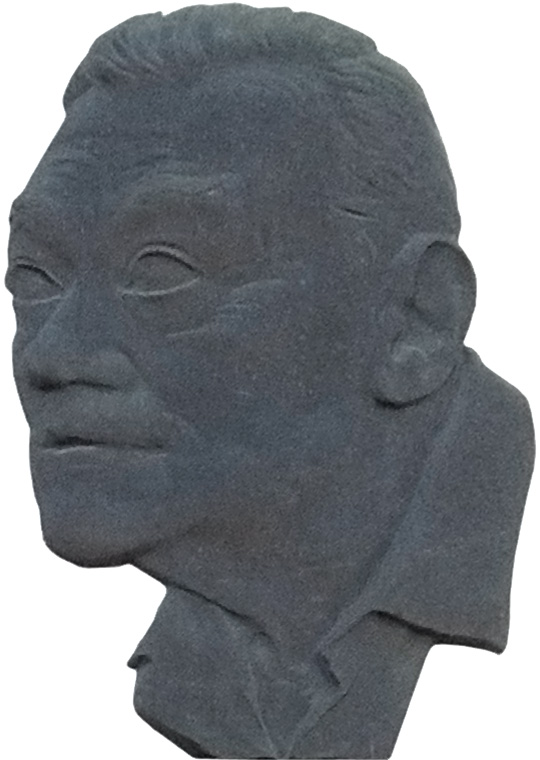
Gedenktafel in Nová Včelnice

Rudolf Hrušínský senior (tschechisch Rudolf Hrušínský starší, geboren als Rudolf Böhm; * 17. Oktober 1920 in Nový Etynk; † 13. April 1994 in Prag) war ein tschechischer Schauspieler und Politiker.

## Schauspieler
Hrušínský gehörte fast dreißig Jahre lang zum Ensemble des tschechischen Nationaltheaters. International bekannt wurde er 1956 durch seine Rolle des braven Soldaten Schwejk nach dem Roman von Jaroslav Hašek, den er 1956 und 1957 in zwei Spielfilmen verkörperte. 1968 spielte er die Hauptrolle im Film Lerchen am Faden, der bei der Berlinale mit dem Goldenen Bären ausgezeichnet wurde. Weitere bekannte Filme mit ihm sind Der Zirkus spielt doch (1954), Mord auf heimische Art (1967), Der Leichenverbrenner (1969) von Juraj Herz, wo er einen vom Tod faszinierten Krematoriumsangestellten in der Nazizeit darstellt, Adele hat noch nicht zu Abend gegessen (1977) und Unternehmen Kugelblitz (anderer Titel: Aktion Kugelblitz) (1978), hier spielt er einen Rechtsanwalt, der einen Ringtausch von Wohnungen organisiert. In Heimat, süße Heimat (1986) von Jiří Menzel trat er gemeinsam mit seinem Sohn Rudolf Hrušínský junior und seinem Enkel Rudolf Hrušínský der jüngste auf, der Film wurde für einen Oscar nominiert. Auch Die Volksschule (1991) von Jan Svěrák erhielt eine Oscarnominierung, hier verkörperte Hrušínský als Schuldirektor eine seiner letzten Rollen.

## Politiker
1968 erhielt Hrušínský nach Unterzeichnung einer Bürgerrechtsinitiative für sieben Jahre Auftrittsverbot.
1989 setzte er sich für eine gewaltfreie Wende in der Politik ein. Kurze Zeit später wurde er zum Abgeordneten des Parlaments der ČSFR gewählt, dem er bis 1992 angehörte.

## Familie
Der Vater von Rudolf Hrušínský, Rudolf Hrušínský der älteste (1897–1956), geboren als Rudolf Böhm in Liboc, war ebenfalls ein bekannter tschechischer Schauspieler, seit 1935 trat er unter dem Künstlernamen Rudolf Hrušínský auf.
Nach Billigung der Beneš-Dekrete durch die Nationalversammlung 1946 änderte die Familie ihren Namen auch offiziell von Böhm in Hrušínský, um der Ausweisung aus der böhmischen Heimat zu entgehen.
Seine beiden Söhne Rudolf (* 1946) und Jan (* 1955) sowie sein Enkel Rudolf (* 1970) und seine Enkelin Kristýná (* 1985) wurden gleichfalls Schauspieler.
Er ist begraben auf dem Olšany-Friedhof in Prag.

## Filmografie
- 1938: Lízin let do nebe – Regie: Václav Binovec
- 1939: Cesta do hlubin študákovy duše – Regie: Martin Frič
- 1941: Turbina – Regie: Otakar Vávra
- 1947: Die Tugend und der Teufel (Alena) – Regie: Miroslav Cikán
- 1947: Vorahnung (Předtucha) – Regie: Otakar Vávra
- 1952: Die gute alte Zeit (Haškovy povídky ze starého mocnářství) – Regie: Miroslav Hubáček
- 1953: Die Entführung (Únos) – Regie: Ján Kadár & Elmar Klos
- 1953: Geheimnis des Blutes (Tajemství krve) – Regie: Martin Frič
- 1954: Komödianten (Komedianti) – Regie: Vladimír Vlček
- 1954: Der Zirkus spielt doch (Cirkus bude!) – Regie: Oldřich Lipský
- 1955: Verhängnisvolle Spuren (Na konci města) – Regie: Miroslav Cikán
- 1955: Jan Hus – Regie: Otakar Vávra
- 1956: Verbrechen am Windberg (Větrná hora) – Regie: Jiří Sequens
- 1957: Der brave Soldat Schwejk (Dobrý voják Švejk) – Regie: Karel Steklý
- 1957: Weil wir sie lieben (Škola otců) – Regie: Ladislav Helge
- 1958: Kassendiebe (Kasaři) – Regie: Pavel Blumenfeld
- 1958/64: Ein Stern fährt nach Süden (Hvězda jede na jih) – Regie: Oldřich Lipský
- 1960: Das Geheimnis der Puderdose (Zpívající pudřenka) – Regie: Milan Vošmik
- 1960: Wo der Teufel nicht hin kann (Kam čert nemůže) – Regie: Zdeněk Podskalský
- 1960: Gevatter Tod (Dařbuján a Pandrhola) – Regie: Martin Frič
- 1960: Bei uns in Mechov (U nás v Mechově) – Regie: Vladimír Sís
- 1960: Das höhere Prinzip (Vyšší princip)
- 1961: Der Meisterschütze (Ledoví muži) – Regie: Vladimír Sís
- 1961: Die Diebe von Pavlov (Žalobníci) – Regie: Ivo Novák
- 1961: Der nächtliche Gast (Noční host) – Regie: Otakar Vávra
- 1962: Reportage unter dem Strang geschrieben (Reportáž psaná na oprátce) – Regie: Jaroslav Balík
- 1962: Totentanz im Pazifik (Smrt na Cukrovém ostrově) – Regie: Jiří Sequens
- 1962: Baron Münchhausen (Baron Prášil) – Regie: Karel Zeman
- 1962: Ännchen geht zur Schule (Anička jde do školy) – Regie: Milan Vošmik
- 1964: Hoffnung (Naděje) – Regie: Karel Kachyňa
- 1964: Angst (Strach) – Regie: Petr Schulhoff
- 1965: Das Haus in der Karpfengasse
- 1965: 31 Grad im Schatten (Třicet jedna ve stínu)
- 1965: Bílá paní – Regie: Zdeněk Podskalský
- 1965: Mord vor der Kamera (5 milionů svědků) – Regie: Eva Sadková
- 1966: Der Mörder verbirgt sein Gesicht (Vrah skrývá tvář) – Regie: Petr Schulhoff
- 1967: Mord auf heimische Art (Vražda po našem)
- 1968: Ein launischer Sommer (Rozmarné léto) – Regie: Jiří Menzel
- 1968: Vernunftehen (Sňatky z rozumu) (Fernsehserie) – Regie: František Filip
- 1969: Der Leichenverbrenner (Spalovač mrtvol) – Regie: Juraj Herz
- 1969/90: Lerchen am Faden (Skřivánci na niti) – Regie: Jiří Menzel
- 1970: Blutspuren (Po stopách krve) – Regie: Petr Schulhoff
- 1972: Die Oase (Oáza) – Regie: Zbyněk Brynych
- 1977: Der Rauch des Kartoffelfeuers (Dým bramborové natě) – Regie: František Vláčil
- 1977: Patience – Ein Kartenspiel bei Nacht (Pasiáns) – Regie: Vladimír Čech
- 1978: Adele hat noch nicht zu Abend gegessen (Adéla ještě nevečeřela)
- 1978: Im Zeichen des Merkur (Ve znamení Merkura) (Fernsehserie) – Regie: František Filip
- 1978: A kétfenekű dob – Regie: Gyula Gazdag
- 1979: Aktion Kugelblitz (Kulový blesk) – Regie: Ladislav Smoljak & Zdeněk Podskalský
- 1979: Die wunderbaren Männer mit der Kurbel (Báječní muži s klikou) – Regie: Jiří Menzel
- 1979: Todesdiagnose (Diagnóza smrti) – Regie: Petr Schulhoff
- 1979: Heute in einem Haus (Dnes v jednom domě) (Fernsehserie) – Regie: František Filip
- 1979: Augen voller Haß (Příbuzenstvo) (Fernsehfilm) – Regie: Zdeněk Kubeček
- 1980: Liebe zwischen Regentropfen (Lásky mezi kapkami deště) – Regie: Karel Kachyňa
- 1980: Dunkle Sonne (Temné slunce) – Regie: Otakar Vávra
- 1981: Kurzgeschnitten (Postřižiny) – Regie: Jiří Menzel
- 1981: Bulldoggen und Kirschen (Buldoci a třešně) – Regie: Juraj Herz
- 1981: Das Geheimnis der Burg in den Karpaten (Tajemství hradu v Karpatech)
- 1982: Flüchtige Begebenheiten (Plaché příběhy) – Regie: Dobroslav Zborník, Tomáš Tintěra & Zdeněk Flídr
- 1982: Achtung, Visite! (Pozor, vizita!) – Regie: Karel Kachyňa
- 1983: Arzt einer sterbenden Zeit – Das Leben des Jan Jessenius (Lékař umírajícího času) (Fernsehserie) – Regie: Miloslav Luther
- 1984: Das Wildschwein ist los (Slavnosti sněženek) – Regie: Jiří Menzel
- 1984: Verschenktes Glück (Tři veteráni)
- 1985: Liebling, Lump und Lockenmörder (Rozpuštěný a vypuštěný) – Regie: Ladislav Smoljak
- 1986: Bezirksverwaltung der „K“ Prag (Malý pitaval z velkého města) (Fernsehserie) / Episode 13: Kassenknacker (Kasař) – Regie: Jaroslav Dudek
- 1986: Mich überfiel die Nacht (Zastihla mě noc) – Regie: Juraj Herz
- 1986: Heimat, süße Heimat (Vesničko má středisková)
- 1986: Schlechtes Blut (Zlá krev) (Fernsehserie) – Regie: František Filip
- 1986: Panoptikum der Stadt Prag (Panoptikum města pražského) – Regie: Antonín Moskalyk
- 1987: Der Tod der schönen Rehe (Smrt krásných srnců) – Regie: Karel Kachyňa
- 1988: Gespenster aus dem Dachfenster (Strašidla z Vikýře) – Regie: Radim Cvrček
- 1988: Wie Poeten das Leben genießen (Jak básníkům chutná život) – Regie: Dušan Klein
- 1989: Gute Tauben kehren immer zurück (Dobří holubi se vracejí) – Regie: Dušan Klein
- 1989: Bloß nicht auffallen (Tichý společník) – Regie: Zdeněk Flídr
- 1989: Ende der alten Zeiten (Konec starých časů) – Regie: Jiří Menzel
- 1991: Die Volksschule (Obecná škola)
- 1991: Prager Bettleroper (Žebrácká opera) – Regie: Jiří Menzel
- 1992: Allein gegen die Mafia (La piovra 6 – L’ultimo segreto) (Fernsehserie, 6. Staffel) – Regie: Luigi Perelli
- 1993: Die Nacht der Entscheidung (Noc rozhodnutí) – Regie: Pavel Háša